# Finstarr
Finstarr (Carex krausei) är en halvgräsart som beskrevs av Johann Otto Boeckeler. Enligt Catalogue of Life ingår Finstarr i släktet starrar och familjen halvgräs, men enligt Dyntaxa är tillhörigheten istället släktet starrar och familjen halvgräs. Arten har ej påträffats i Sverige.

## Underarter
Arten delas in i följande underarter:
- C. k. krausei
- C. k. porsildiana